# 2821 Славка
2821 Славка (2821 Slávka) — астероїд головного поясу, відкритий 24 вересня 1978 року.
Тіссеранів параметр щодо Юпітера — 3,467.